# 弗朗齐歇克·马什兰
弗朗齐歇克·马什兰（1933年2月19日—），斯洛伐克男子冰球运动员。他曾代表捷克斯洛伐克国家队参加1960年冬季奥林匹克运动会冰球比赛，获得第四名。